# Yongquan (socken i Kina, Heilongjiang)
Yongquan (kinesiska: 涌泉, 涌泉乡) är en socken i Kina. Den ligger i provinsen Heilongjiang, i den nordöstra delen av landet, omkring 280 kilometer norr om provinshuvudstaden Harbin.
Genomsnittlig årsnederbörd är 849 millimeter. Den regnigaste månaden är juli, med i genomsnitt 294 mm nederbörd, och den torraste är januari, med 9 mm nederbörd.